# Zavíječ malý

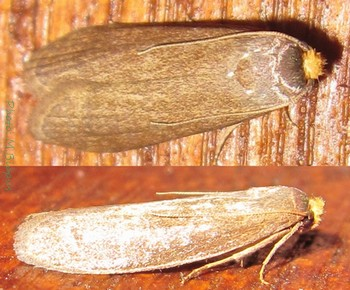
Zavíječ malý – imago v klidové poloze

Zavíječ malý (Achroia grisella Fabricius, 1794), je motýl škodící ve včelařských provozech. Jeho výskyt není tak častý v porovnání s běžným motýlem příbuzného druhu zavíječem voskovým.

## Popis
Dospělý jedinec je asi 8 mm dlouhý a v rozpětí křídel měří kolem 15 mm. Housenky zavíječe se živí voskem. Ve včelstvu jsou velmi nenápadné. Prožírají se středem vystavěného díla v místech kde se stýkají dna buněk plástu. Včelí larvy uhýbají ode dna buňky a tlačí se k otvoru. Napadené buňky zůstávají nezavíčkované nebo jejich víčka vyčnívají mírně nad povrch plochy plodu. Takto pozměněné buňky se vyskytují vedle sebe v rovných řádcích.
Na rozdíl od zavíječe voskového housenky tohoto druhu napadají i uskladněný, vytavený vosk.

## Protiopatření
Nejúčinnějším opatřením ve včelařských provozech je udržování pořádku, chov silných včelstev a časté obměňování včelího díla. Skladové prostory v případě výskytu škůdce se ošetřují plynným oxidem siřičitým. V moderních provozech se budují chlazené sklady, při teplotách pod 12•C se vývoj zavíječů zastavuje.